# Scilla peruviana
Scilla peruviana — вид квіткових рослин родини Холодкові (Asparagaceae).

## Етимологія
Наукова назва peruviana, «перуанський» — результат плутанини в походженні зразків, з яких вид був описаний Карлом Лінеєм в 1753 році; йому дали зразки, привезені з Іспанії на борту корабля на ім'я Перу, і Ліней був введений в оману, думаючи, що зразки прийшли з цієї країни.

## Галерея

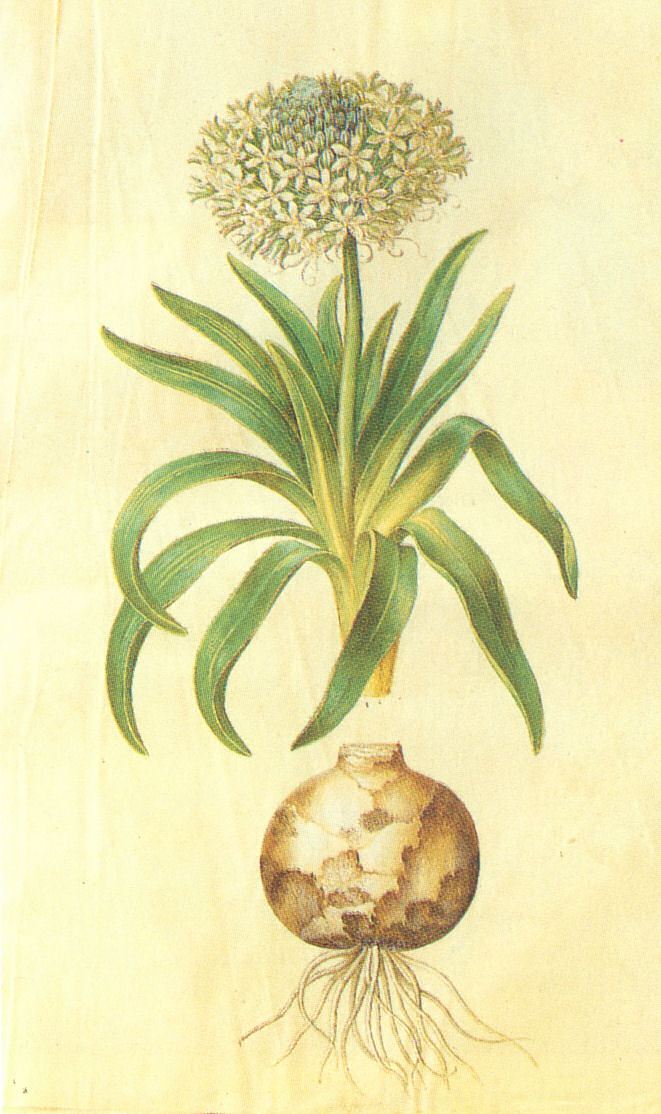
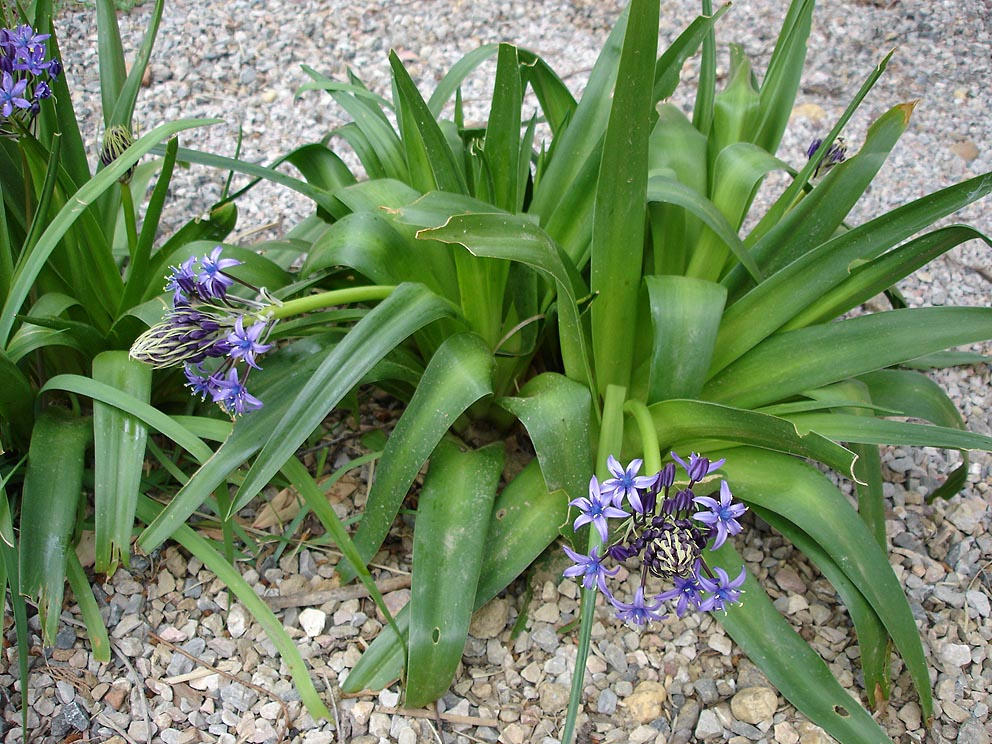
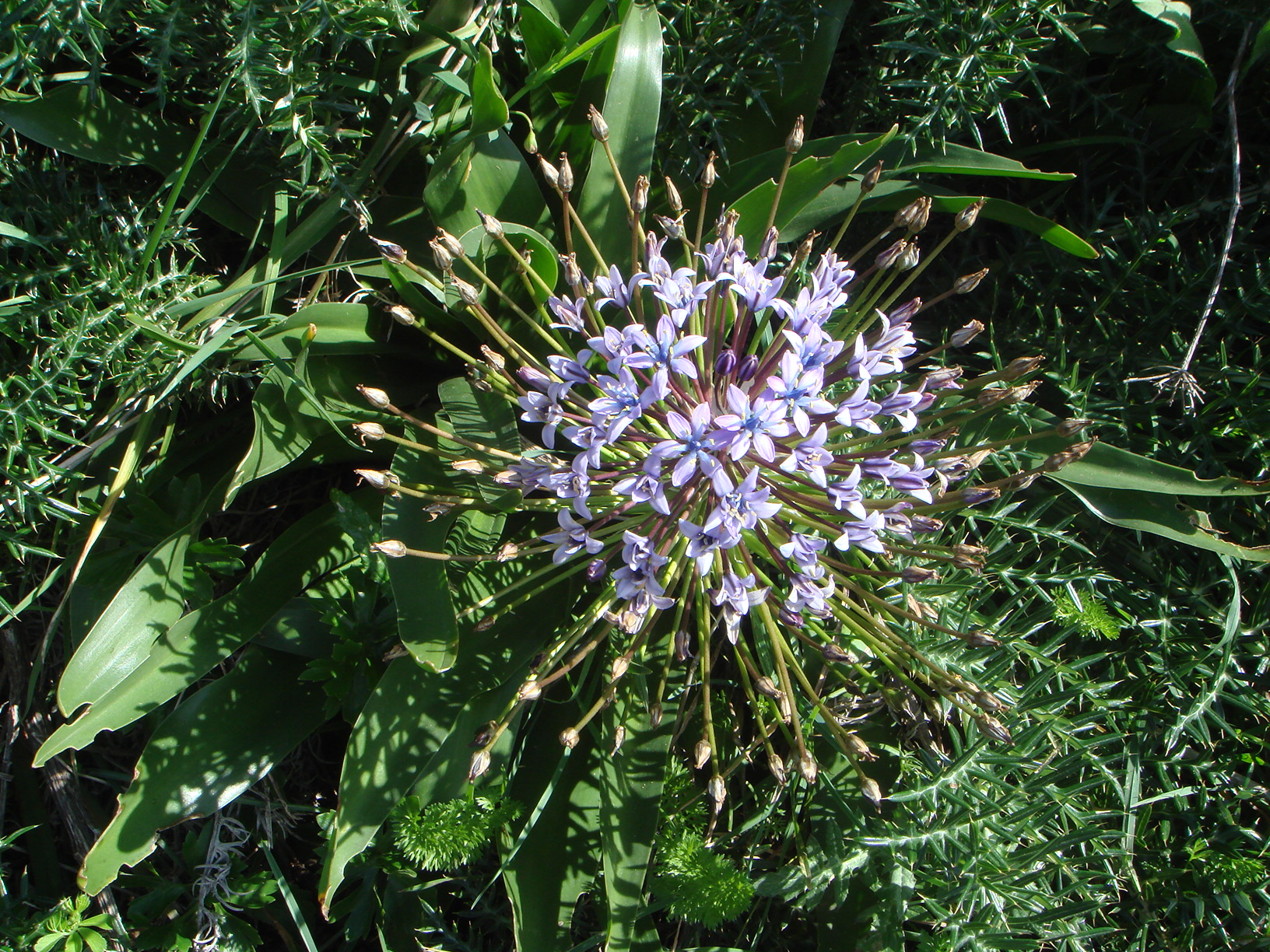

## Опис
Трав'яниста багаторічна рослина. Бульби 6–8 см в діаметрі, білі з покриттям коричневих лусочок. Листки лінійні, 20–60 см завдовжки, 1–4 см шириною; 5–15 листків виробляється кожну весну. Квіткове стебло 15–40 см заввишки, маючи щільну пірамідальну кисть з 40–100 квітками; кожна квітка синя, 1–2 см в діаметрі.

## Поширення
Країни поширення: Іспанія — Канарські острови, Тенерифе; Алжир; Єгипет [пн.]; Марокко; Туніс [можливо]; Італія — Калабрія, Сардинія, Сицилія; Мальта; Португалія; Іспанія; Гібралтар. Звичайно вирощують як декоративну рослину через весняні квіти.